# Scalopus aquaticus
Scalopus aquaticus é uma espécie de mamífero da família Talpidae. É a única espécie do gênero Scalopus. Pode ser encontrada no América do Norte.